# Fluorotelomer
Fluorotelomery jsou oligomery skládající se ze 2 až 5 monomerních jednotek, odvozené od fluorovaných uhlovodíků.
Některé fluorotelomery uvolňují perfluorované karboxylové kyseliny, jako jsou například kyselina perfluoroktanová a perfluornonanová.

## Rozdělení
Fluorotelomery se dělí do několika skupin:
- Fluorotelomerové alkoholy
- Fluorotelomerové ethoxyláty
- Fluorotelomerové fumaráty
- Fluorotelomerové methakryláty
- Fluorotelomerové sulfonáty

## Výroba
Při radikálové telomerizaci se jako suroviny používají fluorované alkeny, jako jsou tetrafluorethen, vinylidenfluorid, chlortrifluorethen, a hexafluorpropen. Řada fluorotelomerů, například fluorotelomerové alkoholy, se vyrábí z tetrafluorethenu. Kromě alkoholů se vyrábí také fluorotelomerové jodidové, alkenové, a akrylátové monomery.
Polyakryláty odvozené od jodidových a alkoholových monomerů představují více než 80 % světové výroby fluorotelomerů.

Zjednodušený obecný postup výroby fluorovaných polymerů s fluorotelomerovými uretanovými vedlejšími řetězci

## Použití
Fluorotelomery se přidávají například do hasicích pěn, obalů na potraviny odolných vůči mastnotám, přípravků na ochranu kůží, a do textilií.
Fluorotelomery se přidávají do papírů, které přicházejí do styku s potravinami, v nich se využívá jejich lipofobicita, díky které nenasákavají oleji z tučných potravin.
Fluorotelomery lze nalézt též v obalech od popcornu, rychlého občerstvení a cukrovinek, a v krabicích na pizzu.

## Bezpečnost
Fluorotelomery obsahující prekurzory kyseliny perfluoroktanové mohou být metabolizované na tuto kyselinu, která byla nalezena i v lidských tělech, a to v hmotnostních zlomcích řádově 10−12.
Kyselina perfluoroktanová je také vedlejším produktem výroby fluorotelomerů, a tak se objevuje ve výrobcích, které s nimi přijdou do styku, a to i v potravinách.